# Bergskär (vid Äpplö, Houtskär)
Bergskär är en ö i Finland. Den ligger i Skärgårdshavet och i kommunen Pargas i landskapet Egentliga Finland, i den sydvästra delen av landet. Ön ligger omkring 56 kilometer väster om Åbo och omkring 200 kilometer väster om Helsingfors.
Öns area är 1,9 hektar och dess största längd är 230 meter i nord-sydlig riktning. Runt Bergskär är det glesbefolkat, med 8 invånare per kvadratkilometer. Närmaste större samhälle är Houtskär, 9,0 km söder om Bergskär.